# 쉐즈위안역
쉐즈위안역(중국어: 学知园站)은 중국 베이징시 하이뎬구 쉐위안루 가도의 쉐칭로·웨촨로 교차로에 위치한 창핑선의 지하철역으로, 2023년 2월 4일 창핑선 칭허역 - 시투청 간 개통과 함께 개장하였다.

## 위치
본 역은 쉐칭로와 웨촨로의 교차점에 위치한다. 역은 남북 방향으로 배치되어 있다.

## 역 구조

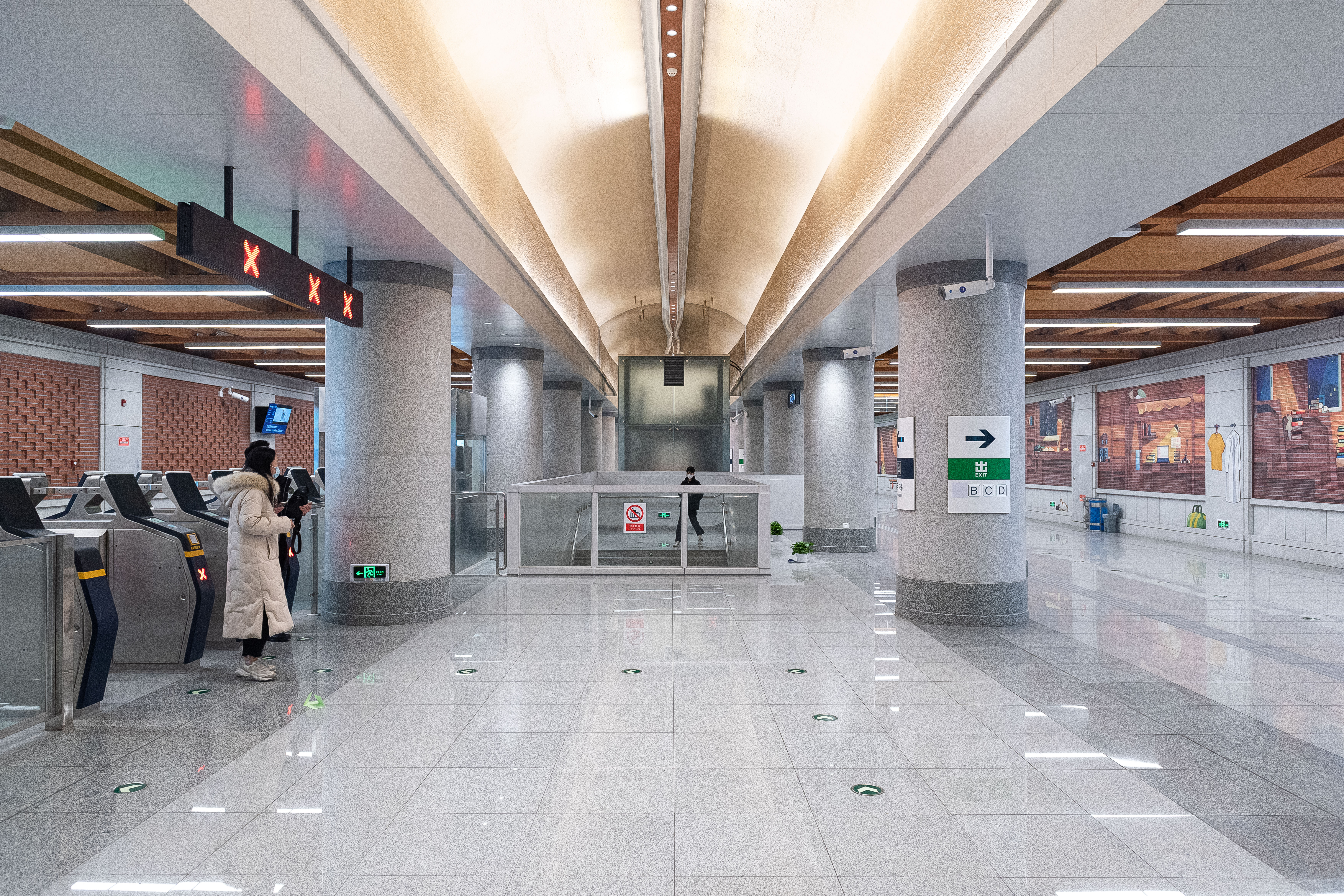
대합실

본 역은 유효 승강장 길이 118m, 승강장 폭 12m의 지하 2층 섬식 승강장의 역으로, 4개의 출입구가 교차로의 4개 모퉁이에 연결되어 있으며, B, C, D 출입구와 1호 풍정은 오픈 컷 방식을 사용하여 개방형 굴착 및 은폐형 굴착을 조합한 형태로 건설되었다.

### 층별 구조
| 지면층   |                                 | 출입구                                      |
| 지하 1층 | 대합실                          | 고객센터, 자동 발매기, 출입 게이트          |
| 지하 2층 | ←                               | ■ 창핑선 창핑시산커우 방면 (칭허샤오잉차오) |
| 지하 2층 | 섬식 승강장, 왼쪽 출입문이 열림 |                                             |
| 지하 2층 | →                               | ■ 창핑선 지먼차오 방면 (류다오커우)         |

## 출입구
이 역은 당초 3개의 출입구로 개통할 예정이었으나, 통합 개발로 인하여 A입구 개통이 연기되었다.
| 출구                    | 지시           | 출구 인근                                                        | 사진 | 무장애 시설 |
| ----------------------- | -------------- | ---------------------------------------------------------------- | ---- | ----------- |
| (미개통)                | 빈칸           | 빈칸                                                             | 빈칸 | 빈칸        |
| 出口 · B                | 쉐칭로(学清路) | 쉐칭로(学清路) 동측, 인촨로(银泉路), 기술자산센터(科技财富中心)  |      |             |
| 出口 · C                | 쉐칭로(学清路) | 쉐칭로(学清路) 동측, 인촨로(银泉路), 쉐칭자촹 빌딩(学清嘉创大厦) |      | 빈칸        |
| 出口 · D                | 쉐칭로(学清路) | 쉐칭로(学清路) 서측, 인촨로(银泉路)                              |      | 빈칸        |
| 아이콘 설명: 엘리베이터 |                |                                                                  |      |             |

## 역 예술
역 유료 구역에는 "청춘교원《青春校园》"이라는 예술 벽화가 설치되어 도서관, 농구장, 공부방, 기숙사, 연구실 등 대학 생활 풍경을 보여주고 있다.

## 역사
본 역의 공사 당시 명칭은 "쉐칭루역(学清路站)"이라고 불렸다. 2021년 7월 19일, 베이징시 계획천연자원위원회에서 발표한 창핑선 남부 연장선 역명 계획에서 "쉐칭역(学清站)"으로 명명되었다.
2022년 6월, 본 역명은 현재의 역명으로 변경되었다.
본 역은 2023년 2월 4일부터 운영 개시하였다.

## 주해
1. ↑  기획 단계에서는 쉐칭루역(学清路站)으로 불리었다.